# Sínodo Evangélico Luterano de Wisconsin
O Sínodo Evangélico Luterano de Wisconsin, SELW, (em inglês, Wisconsin Evangelical Lutheran Synod) é a terceira maior denominação luterana dos Estados Unidos. Foi formada em 1850, por imigrantes alemães nos Estados Unidos.

## História

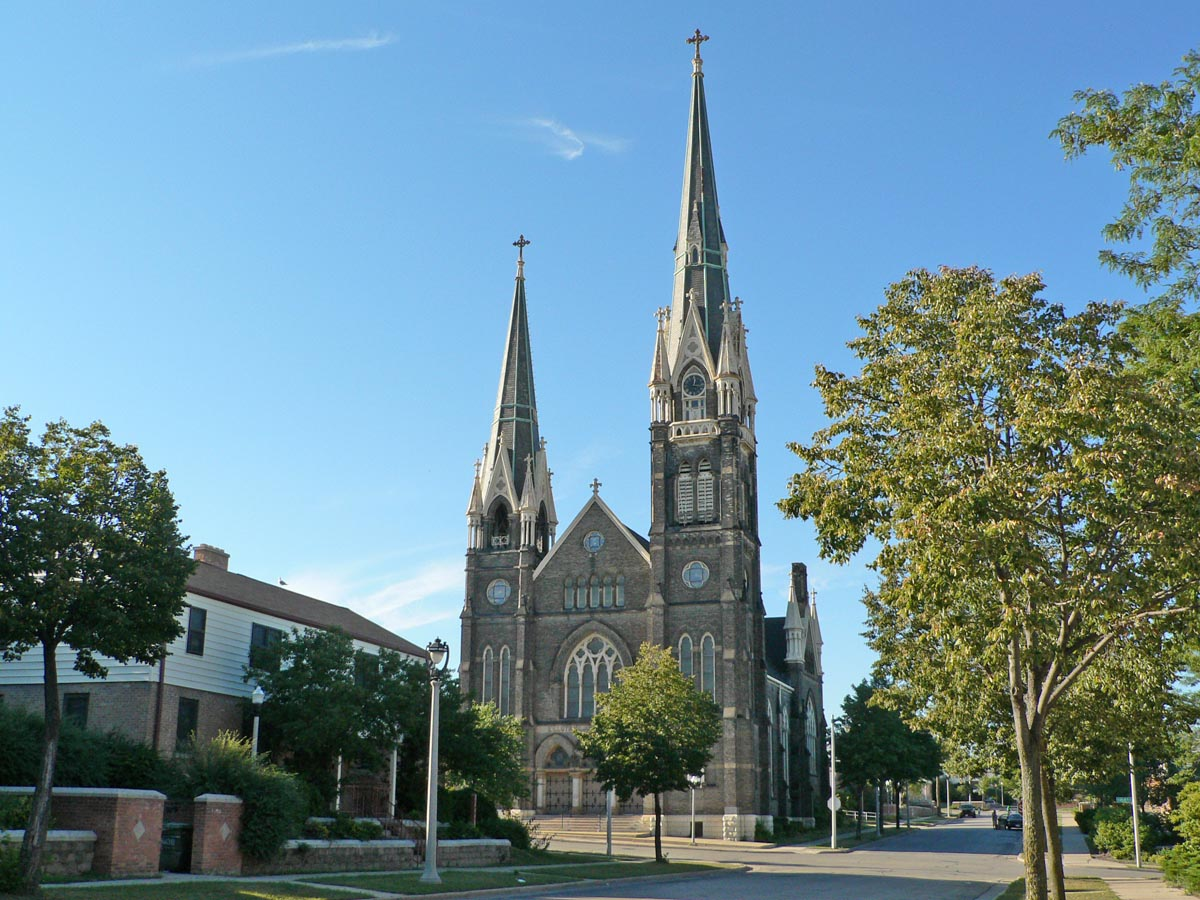
Igreja Evangélica Luterana em Milwaukee, Wisconsin.

O Sínodo Luterano de Wisconsin foi estabelecido em 1850, por imigrantes alemães. Posteriormente, em 1892, os sínodos de Minnesota e Michigan e outros estados se uniram a ele, formando uma federação. Em 1904, o Sínodo de Nebraska juntou-se à federação, que então ficou conhecida como Sínodo Conjunto de Wisconsin, Minnesota, Michigan e Nebraska. Em 1917, os sínodos foram incorporados em um corpo e, em 1919, a nova constituição do corpo recebeu aceitação final. O nome da nova igreja era Sínodo Conjunto Evangélico Luterano de Wisconsin e Outros Estados; o nome atual foi adotado em 1959.

## Demografia
| Ano  | Igrejas | Membros |
| ---- | ------- | ------- |
| 1925 | 662     | 139.226 |
| 1946 | 828     | 288.355 |
| 1964 | 869     | 358.466 |
| 1985 | 1.179   | 415.389 |
| 1999 | 1.239   | 722.754 |
| 2010 | 1.287   | 385.321 |
| 2020 | 1.269   | 349.014 |
| 2021 | 1.264   | 344.244 |
| 2022 | 1.250   | 340.511 |

A denominação cresceu continuamente entre o ano de sua fundação e 1999, quando atingiu seu pico de número de membros (722.754). Depois disso, a denominação apresentou declínio constante em número de membros.
Em 2022, a denominação era formada por 1.250 igrejas e 340.511 membros.

## Doutrina
O SELW subcreve o Credo dos Apóstolos, o Credo de Niceno-Constantinopolitano, o Credo de Atanásio e a Confissão de Augsburgo. A denominação é pedobatista, acredita na regeneração batismal, é majoritariamente amilenista.